# Лазарус Салії
Лазарус Салії (англ. Lazarus Eitaro Salii; нар. 17 листопада 1936 — пом. 20 серпня 1988) — палауський політик, третій президент Палау.
Офіційно на пост президента Палау Салії вступив 25 жовтня 1985 року. 20 серпня 1988 року після звинувачень у корупції Лазарус покінчив життя самогубством.